# Afrixalus osorioi
Afrixalus osorioi Ferreira, 1906 è una rana della famiglia Hyperoliidae.

## Distribuzione e habitat
Vive in Angola, Repubblica Democratica del Congo, Kenya, Uganda e si suppone in Burundi e in Ruanda.

I suoi habitat naturali sono le foreste umide tropicali e subtropicali a bassa quota, le paludi, le zone umide soggette ad inondazione periodica, gli  orti e le  zone fortemente degradate precedentemente coperte da foreste.